# Rich Homie Quan
Rich Homie Quan, de son vrai nom Dequantes Devontay Lamar (né le 4 octobre 1989 à Atlanta, en Géorgie, et décédé le 5 septembre 2024), est un rappeur et chanteur américain. Il est membre du label indépendant T.I.G. Entertainment,.
Rich Homie Quan est artistiquement inspiré par le dirty south d'artistes et groupes comme Young Jeezy, Gucci Mane, T.I., Lil Boosie, Lil Wayne, Kilo Ali, OutKast, et Goodie Mob,.

## Biographie

### Jeunesse
Jeune, Rich Homie Quan est un enfant modèle pendant les cours. Il s'intéressait particulièrement à la lecture. La littérature le passionnait à l'école. Rich Homie Quan joue du baseball pendant quatre ans durant ses études à la Ronald McNair Sr. High School d'Atlanta, en Géorgie.

### Carrière
En 2011, Homie commence à travailler avec le label Black Russian Gang, et se produit sur des morceaux musicaux. En avril 2012, il publie sa première mixtape intitulée I Go In On Every Song qui atteint le succès. Il publie alors une autre mixtape intitulée Still Goin In toujours au label Black Russian Gang le 27 août 2012. Differences est le premier single extrait de sa mixtape. Au début de 2013, il part en tournée avec le rappeur Trinidad James. Il participe également à l'album Trap House III de Gucci Mane, sur les chansons I Heard, Can't Trust Her et Chasin' Paper en featuring avec Young Thug. Il participe à la chanson My Nigga du rappeur YG avec Young Jeezy dont le single se positionne à la 19e place du Billboard Hot 100. Il collabore ensuite avec 2 Chainz sur la chanson Extra de son deuxième album B.O.A.T.S. II: Me Time.
Son single Type of Way est bien accueilli par le New York Times, qui cite l'artiste comme désormais partie intégrante de la nouvelle génération hip-hop d'Atlanta aux côtés de Future, Young Thug et Young Scooter. Le single débute 50e du Billboard Hot 100, et Still Goin In (Reloaded) est élue 10e meilleure mixtape par le magazine Rolling Stone en 2013. Type of Way est publié sur iTunes par le label Def Jam Recordings en août 2013, suggérant qu'il aurait signé avec le label. Cependant, Rich Homie Quan explique rester indépendant et annonce une éventuelle signature avec Cash Money Records. En septembre 2013, Quan annonce une quatrième mixtape prête à 30 %, I Promise I'll Never Stop Goin In, qui sera publiée le 26 novembre 2013,.
En février 2014, Quan est sélectionné pour la liste des Freshmen Class du magazine XXL après sa signature au label Cash Money Records. L'année 2014 sera l'année plus influencé pour Quan et il produira un mixtape avec ses collègues Birdman et Young Thug, nommé .Rich Gang: Tha Tour Pt. 1. Le 6 mai 2014, Quan participe au tournage de sa vidéo Walk Thru avec Problem. Le rappeur s'évanouit et se blesse sur le plateau de tournage, selon TMZ. Le rappeur répond plus tard aux rumeurs en expliquant au magazine Billboard avoir souffert d'épilepsie. En août 2014, Quan participe à la tournée Under the Influence of Music du rappeur Wiz Khalifa.

### Décès
Rich Homie Quan est mort le jeudi 5 septembre 2024 à l'âge de 34 ans dans sa ville natale d'Atlanta. Les causes de sa mort n'ont pas encore été dévoilées, une autopsie a lieu le lendemain par le médecin légiste du comté de Fulton. 
Le 3 octobre 2024 le médecin légiste du comté de Fulton a conclu que Rich Homie Quan était décédé d'une overdose accidentelle après avoir pris plusieurs médicaments, y compris du fentanyl, l'alprazolam, la codéine et la prométhazine.

### Vie privée
En 2011, il se fiance avec l'ex-rappeuse Amber Rella devenue actrice, mannequin et sponsor. Ils ont deux enfants, Devin D Lamar et Royal Rich Lamar, né le 19 avril 2014.

## Affaires judiciaires
Le 28 mai 2017, Rich Homie Quan a été arrêté avec quatre autres personnes pour délit de drogue après avoir été arrêté à un point de contrôle sur l'autoroute 1 à Louisville en Géorgie. La police a affirmé avoir récupéré de l'héroïne, de la marijuana, des accessoires liés à la drogue et des armes dans le véhicule. Rich Homie Quan a été accusé de possession de drogue avec intention de la distribuer.

## Discographie

### EP
- 2017 : Summer Sampler

### Mixtapes
- 2012 : I Go In On Every Song
- 2012 : Still Goin In
- 2013 : Still Goin In (Reloaded)
- 2013 : I Promise I Will Never Stop Going In
- 2014 : Rich Gang The Tour: Part 1 (avec Birdman et Young Thug)
- 2015 : If You Ever Think I Will Stop Goin' In Ask RR (Royal Rich)
- 2015 : DTSpacely Made This
- 2015 : ABTA: Still Going In
- 2017 : Back to the Basics
- 2018 : Rich As In Spirit

## Distinctions
- BET Awards 2014 : « Meilleur nouvel artiste »[20] (nomination)
- BET Hip Hop Awards 2014 : « Meilleure mixtape »[21] pour I Promise I Will Never Stop Going In(nomination)
- BET Hip Hop Awards 2014 : Who Blew Up Award[21] (nomination)